# African Human Rights Law Journal
African Human Rights Law Journal xuất bản nhằm bình duyệt đóng góp được đánh giá ngang hàng liên quan đến các chủ đề liên quan đến quyền con người và liên quan đến người Châu Phi da màu, Châu Phi và các học giả về Châu Phi. Tạp chí xuất bản hai lần mỗi năm, vào tháng ba và tháng mười. Công ty Juta Law giữ bản quyền và quản lý việc xuất bản ấn phẩm này

## Lập chỉ mục
Tạp chí hiện được lập chỉ mục trong Thư mục quốc tế về khoa học xã hội (IBBS).